# Santa Lucia del Gonfalone
Santa Lucia del Gonfalone ou Igreja de Santa Lúcia do Gonfalone é uma igreja titular de Roma, Itália, localizada no rione Regola, na via dei Banchi Vecchi. É dedicada a Santa Lúcia.
É a igreja titular da diaconia de Santa Lúcia do Gonfalone, mas, desde a morte de Francesco Marchisano em julho de 2014, ainda não foi definido seu novo cardeal-diácono protetor.

## História
No século XIV, esta igreja era chamada de Santa Lucia Nuova, como atestado por alguns documentos de 1352 e 1371, para distingui-la da igreja de Santa Lucia Vecchia, perto do Tibre (veja Oratorio del Gonfalone). Mas esta denominação era contemporânea ainda com a de Santa Lucia in Pescivoli ("do esgoto"). Mariano Armellini acredita que a igreja remonta ao final do século XIII ou início do século XIV. Ela foi depois reconstruída em 1511 e entregue à "Arquiconfraria do Gonfalone" (em italiano:  Arciconfraternita del Gonfalone). Foi sucessivamente restaurada em 1603, 1764 (por Marco David) e 1866. Nesta última, Francesco Azzurri refez toda a decoração interna.

## Descrição
A fachada apresenta uma subdivisão através de uma cornija alta, com duas faixas horizontais sobrepostas. Na seção inferior está um portal encimado por um frontão assentado sobre duas lesenas compósitas e, na superior, no centro, uma grande janela.
No interior há uma nave única terminada em uma abside com três capelas de cada lado, onde se pode admirar, principalmente, uma peça do século XVI com a Madonna del Gonfalone e um crucifixo de madeira do século XVI. Durante a restauração de 1863-6, Cesare Mariani encontrou Francesco Azzurri e finalmente se afastou definitivamente da escola de Minardi, pintando toda a decoração em afresco  e as três cenas — "Visão de São Boaventura", "Sisto V abençoa escravos resgatados na Berbéria" e "Juramento de João Cerrone" — num estilo descrito pelos contemporâneos como "michegalangesco" pela "desenvoltura do desenho" e a "amplitude da composição".
A igreja foi elevada a diaconia pelo papa São João Paulo II em 21 de outubro de 2003.

## Arquiconfraria do Gonfalone
A Arquiconfraria do Gonfalone é um grupo de penitentes brancos (por causa da cor de seus hábitos) cuja sede era nesta igreja, fundado em 1264, São Boaventura, na época o inquisidor-geral do Santo Ofício, prescreveu as regras e o hábito branco.
Esta confraria foi criada na Basílica de Santa Maria Maior pelo papa Clemente IV em 1264 e era composta de quatro outras criadas antes em Santa Maria in Aracoeli e foi elevada a arquiconfraria, à qual todas as demais foram agregadas. O título "gonfalone" ("porta-estandarte") foi recebido quando os membros da arquiconfraria elegeram um governador de Roma para representar o papa de Avinhão, apesar da violenta oposição das famílias aristocráticas de Roma.
Muitos privilégios e igrejas foram concedidos a esta arquiconfraria por sucessivos pontífices e sua sede é hoje Santa Lucia del Gonfalone. As obrigações dos membros são cuidar dos enfermos, enterrar os mortos, prover cuidados médicos aos que não podem fazê-lo e pagar dotes para garotas pobres. O que distingue os penitentes brancos das demais confrarias é um círculo no ombro do hábito com uma cruz vermelha e branca no interior. 

## Galeria

Imagens da igreja
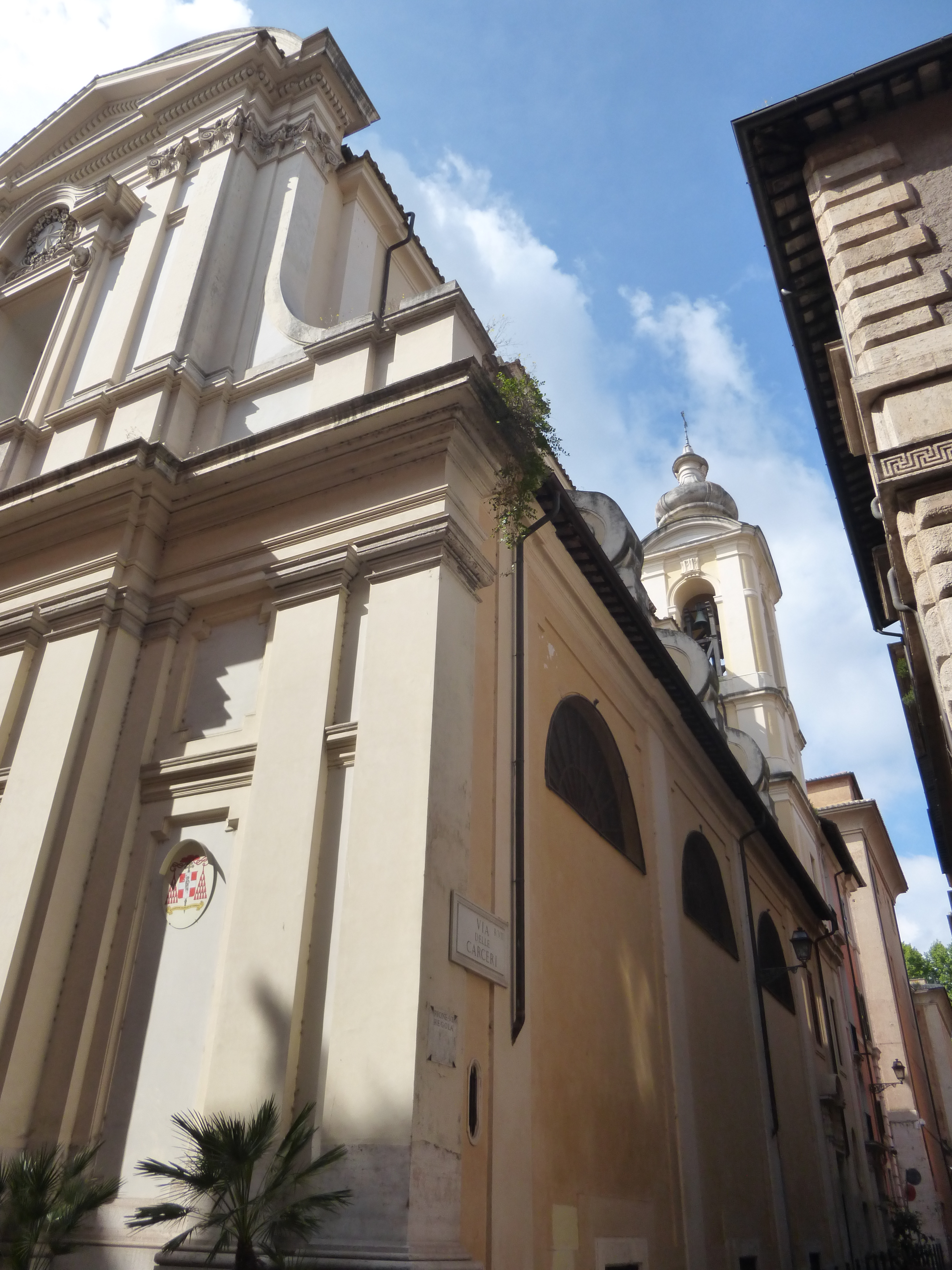
Vista lateral e o campanário.
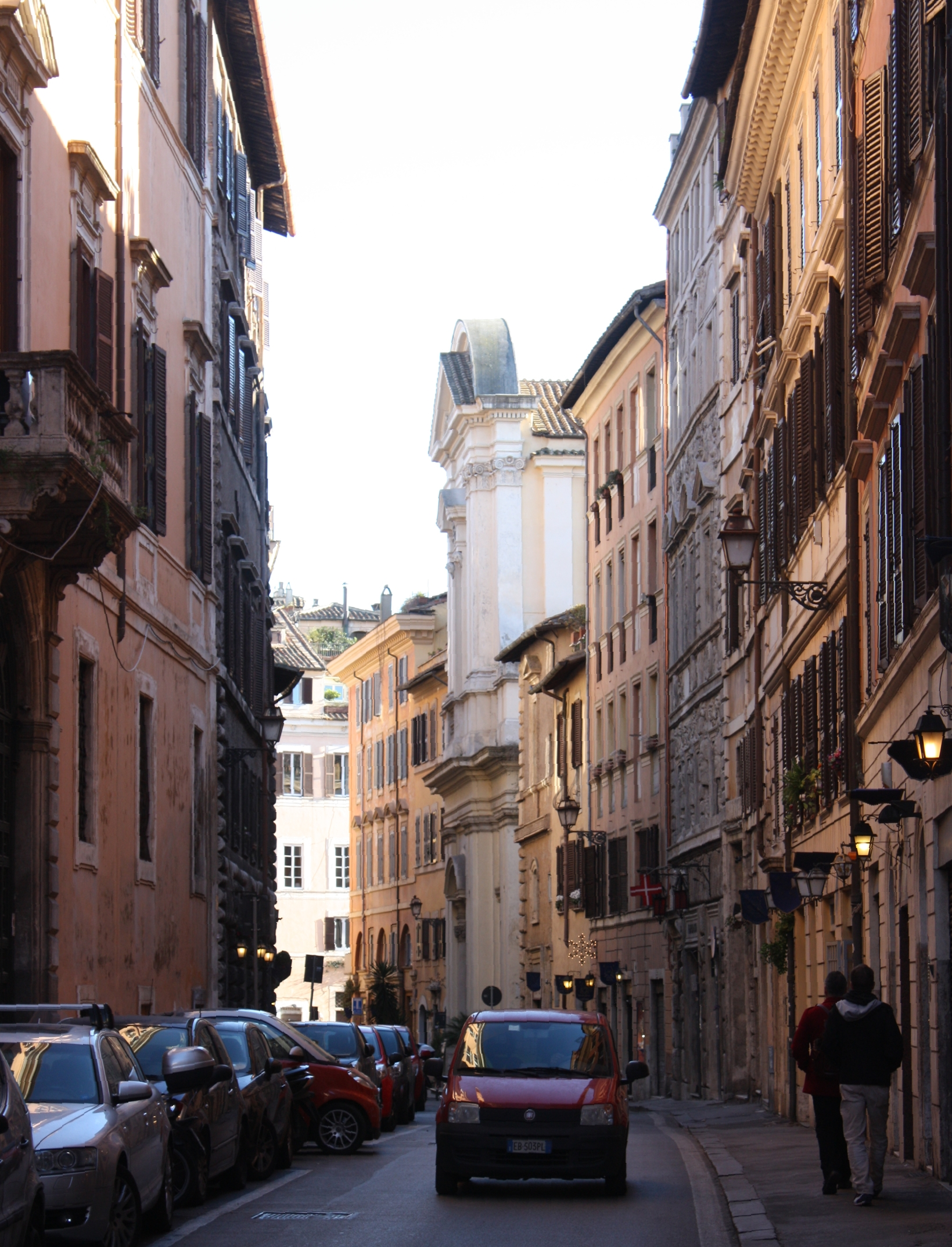
via dei Banchi Vecchi e a igreja à direita, no fundo.
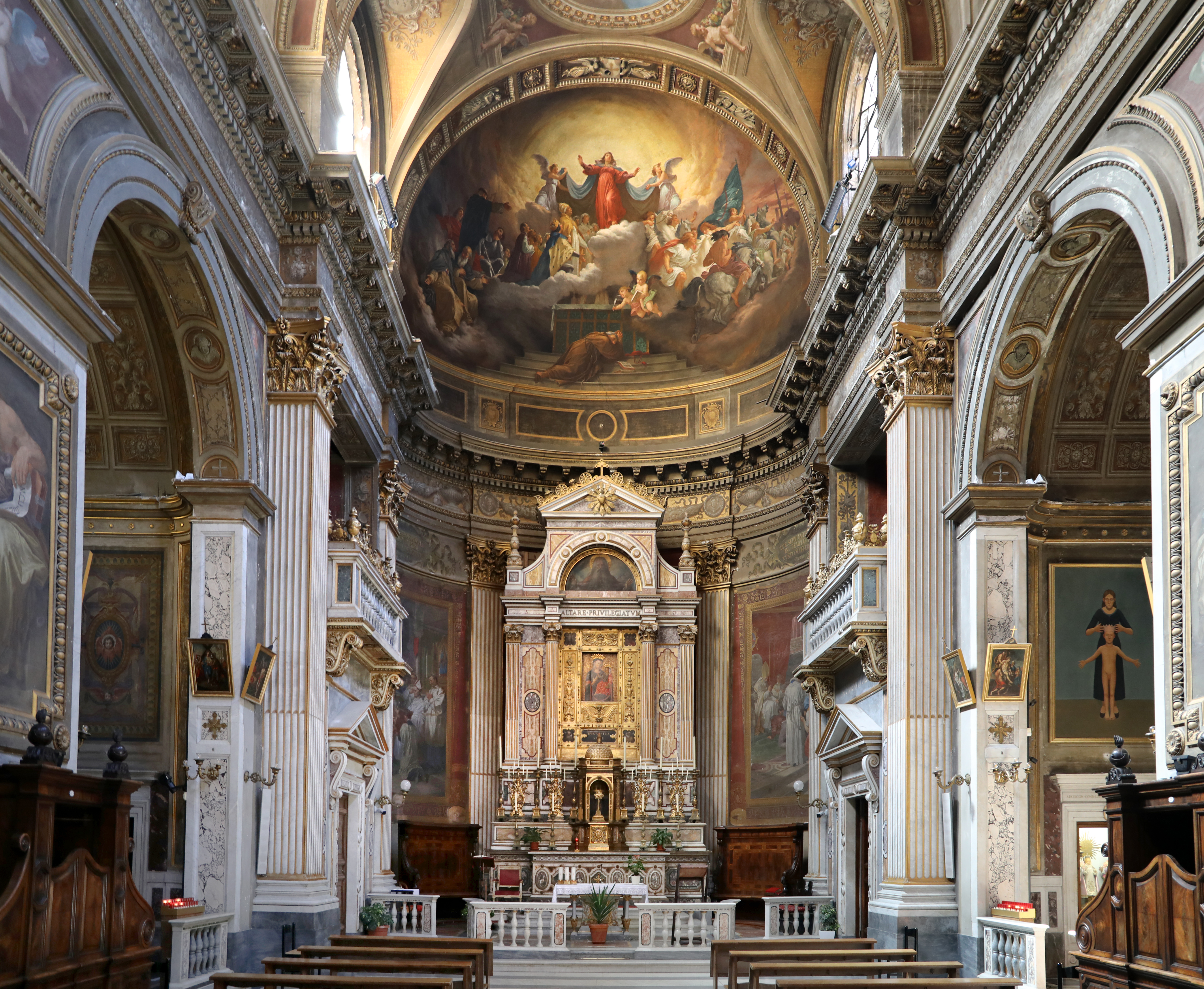
Interior.